# Авио
Авио (фр. Avioth) насеље је и општина у североисточној Француској у региону Лорена, у департману Меза која припада префектури Верден.
По подацима из 2011. године у општини је живело 135 становника, а густина насељености је износила 20,77 становника/km². Општина се простире на површини од 6,5 km². Налази се на средњој надморској висини од 215 метара (максималној 315 m, а минималној 196 m).

## Демографија
| 1962. | 1968. | 1975. | 1982. | 1990. | 1999. | 2011. |
| ----- | ----- | ----- | ----- | ----- | ----- | ----- |
| 148   | 152   | 108   | 103   | 122   | 115   | 135   |

График промене броја становника у току последњих година